# Laplume
Laplume település Franciaországban, Lot-et-Garonne megyében. Lakosainak száma 1335 fő (2022. január 1.). Laplume Sainte-Colombe-en-Bruilhois, Aubiac, Lamontjoie, Marmont-Pachas, Moirax, Moncaut, Roquefort, Saint-Vincent-de-Lamontjoie és Saumont községekkel határos.

## Népesség
A település népességének változása:
| Lakosok száma | 1078 | 1081 | 1042 | 1327 | 1446 | 1462 | 1390 | 1344 | 1342 | 1335 |
|               | 1968 | 1982 | 1990 | 2006 | 2013 | 2015 | 2017 | 2019 | 2020 | 2022 |